# Omni (musique)
 (juillet 2024).
Si vous disposez d'ouvrages ou d'articles de référence ou si vous connaissez des sites web de qualité traitant du thème abordé ici, merci de compléter l'article en donnant les références utiles à sa vérifiabilité et en les liant à la section « Notes et références ».
Pour les articles homonymes, voir Omni.
L'omni, aussi typographié OMNI pour Objet Musical Non-Identifié, est un instrument de musique audionumérique créé et développé par Patrice Moullet en 1986 à partir d'un concept global proposé par Guy Reibel en 1985. 

## Principe

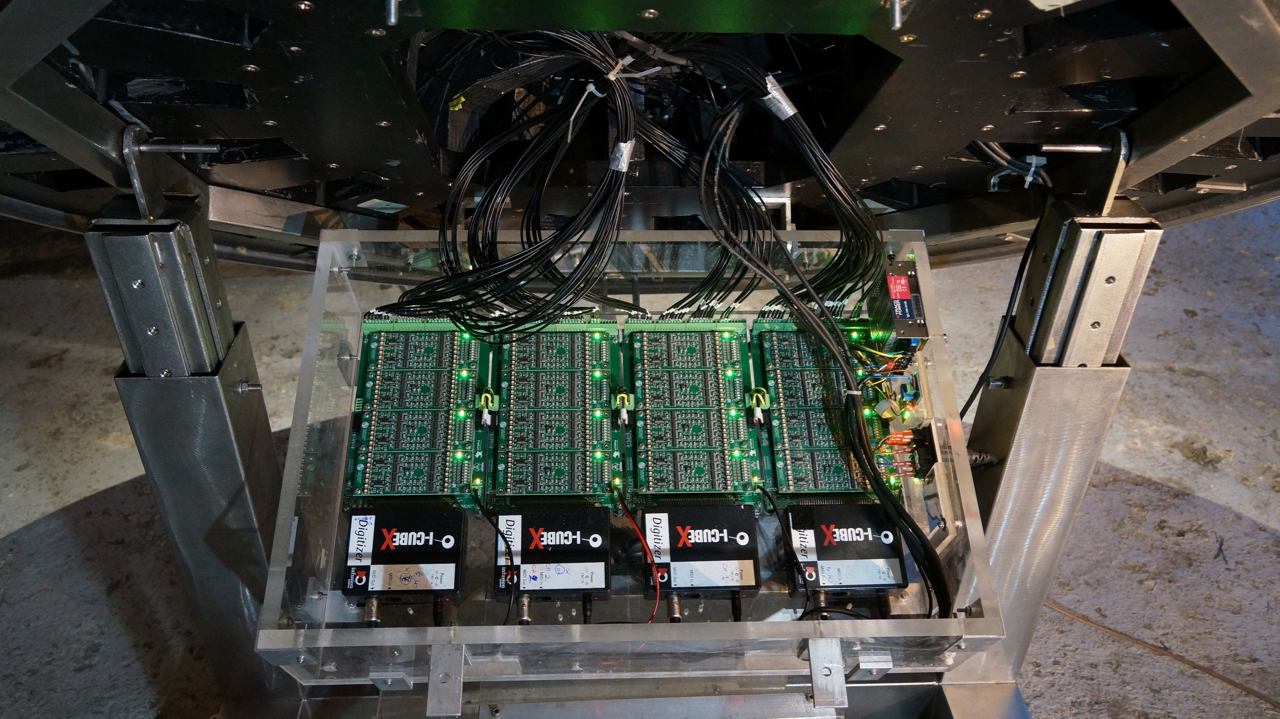
Cœur électronique de l'OMNI X 2019

L'omni est une interface pour piloter les systèmes sonores virtuels, constituée de 108 plaques émaillées chacune d'une couleur unique réparties sur une surface dômique. Le diamètre de l'instrument dépend des prototypes réalisés. L'instrument comporte 108 canaux MIDI, 256 voix de polyphonie, une interface son octophonique (RME 802), une banque évolutive de 20 000 sons sur ordinateur (échantillonneurs virtuels, Halion et principalement Kontakt (Native Instrument - Allemagne) synthétiseurs virtuels Clavia Nord Modular SG 2 (Suède).
 L'instrument est joué en appuyant sur les plaques, dont la frappe est transformée en signal numérique via un capteur afin de déclencher l'un des sons de la banque de l'ordinateur embarqué.Les instruments OMNI sont exploités dans tous les axes des arts sonores : création sonore et musicale (compositeurs, étudiants en musique, classe de maître), ateliers pédagogiques scolaires, musicothérapie, concerts et installations dans un contexte événementiel.

## Histoire

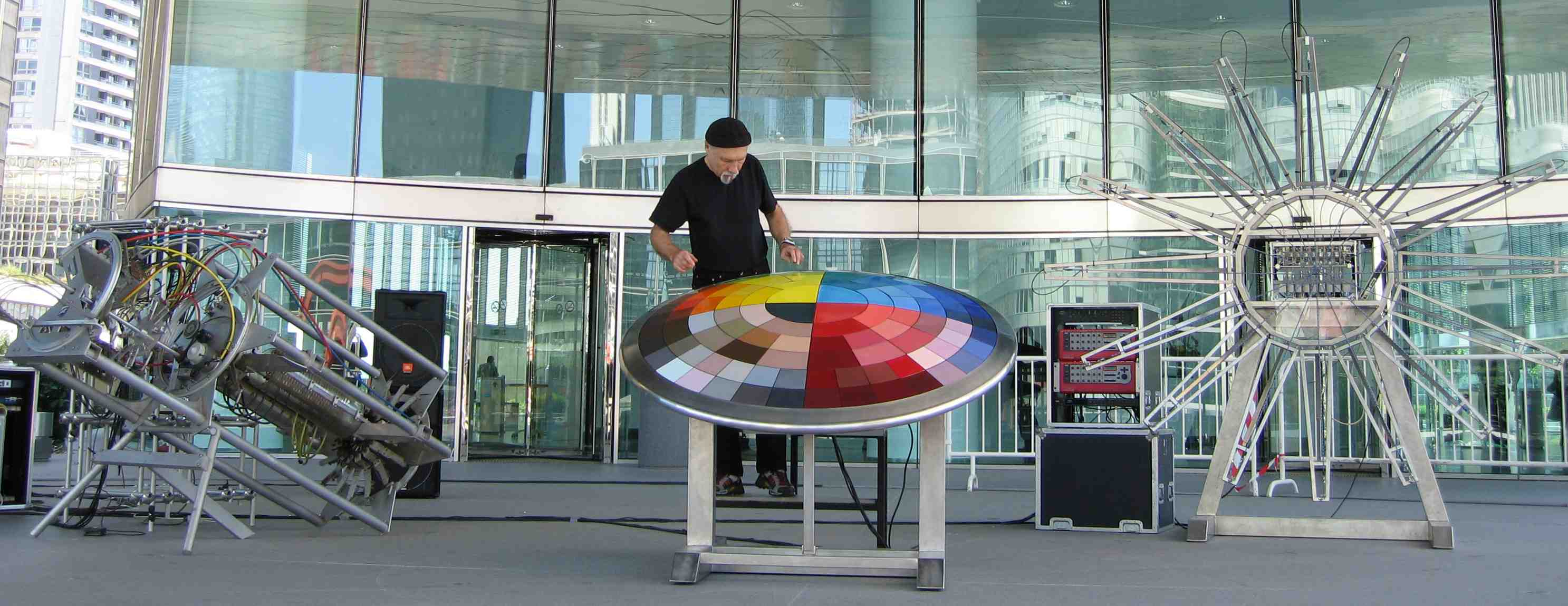
Patrice Moullet jouant de l'omni.

Patrice Moullet commence à s'intéresser à la musique en étant guitariste dans les années 1960 et créé le groupe Alpes. Après vingt ans de création et représentations, il arrête la musique pour se lancer dans la création d'instruments. En 1982, il finalise notamment le percuphone, qu'il a utilisé dans le groupe Alpes,. En 1985, il créé le premier omni à l'occasion de recherches pour l'institut musical de Paris, à la Cité de la musique de la Villette.
Après le premier prototype, Patrice Moullet a réalisé plusieurs exemplaires de l'instrument, notamment :
- Pour le musée des musiques populaires de Montluçon et la cité de la musique d'Amsterdam : Muziekgebouw 2001[réf. souhaitée]
- Pour l'atelier d'expérimentation musicale et l'exposition Résonances en 2002 à l'Ircam[réf. souhaitée]
- Pour l'OEH (OMNI Enfance Handicap)[7], un projet de musicothérapie subventionné par la Fondation de France et la Mairie de Paris[8]
- Pour le centre international des arts scéniques du Concertgebouw de Bruges[9],[10] en Belgique
- Pour le pôle art et science de la Ville de Paris, au centre Le Totem[11]depuis 2017
- Pour le Musée national du Danemark[12]

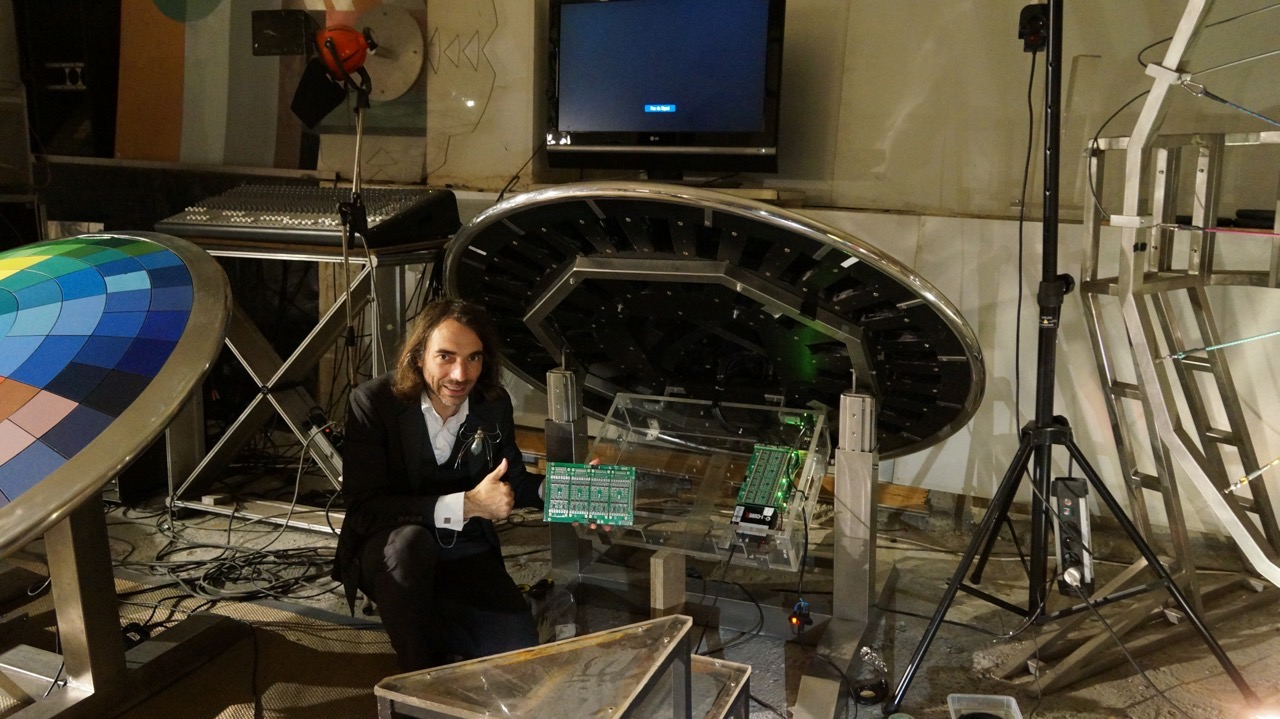
Cedric Villani avec un composant d'omni.

Depuis 2019 une nouvelle génération d'OMNI, appelée OMNI X, est développée. Elle est équipée de nouvelles interfaces électroniques créées par l'ingénieur-chercheur Franck Morisseau, en partenariat financier avec l'équipementier Huawei. Le projet de développement est parrainé par Cédric Villani et Michel Geiss.
En 2022, un omni de 16 m de diamètre, dix fois plus grand que le prototype original, est réalisé par les chantiers de l'Arsenal de La Rochelle, à destination d'une commande d'un promoteur immobilier chinois,.